# Скелтон, Ник
Николас Дэвид (Ник) Скелтон (англ. Nicholas David "Nick" Skelton; род. 30 декабря 1957, Бедуэрт, Уорикшир) — британский спортсмен-конник, выступающий в конкуре. Двукратный олимпийский чемпион (2012 — командное первенство, 2016 — личное первенство), многократный призёр чемпионатов мира и Европы. Единственный в истории британский конник, выигравший олимпийское золото в личном конкуре. Оба своих олимпийских золота Скелтон завоевал в седле жеребца Big Star (род. 1 июня 2003 года). Самый возрастной олимпийский чемпион в истории конного спорта. Командор ордена Британской империи (CBE).
В 2000 году сломал шею, упав с лошади. В 2016 году пережил операцию на бедре.
Благодаря победе в Рио стал одним из старейших чемпионов в истории Игр (58 лет и 233 дня), после Второй мировой войны лишь американский и австралийский яхтсмены побеждали в более зрелом возрасте (в 1952 и 1964 годах). Скелтон стал самым возрастным олимпийским чемпионом из Европы за последние 104 года.
Объявил о завершении карьеры 5 апреля 2017 года.